# Schelach
Schelach (hebräisch שֶׁלַח) ist ein im Alten Testament namentlich erwähnter Mann.

## Biblischer Bericht
Schelach, der Sohn Arpachschads, war laut Gen 11,14–15  30 Jahre alt, als er Eber zeugte. Danach habe er noch 403 Jahre lang gelebt, Söhne und Töchter gezeugt und sei im Alter von 433 Jahren gestorben.

## Erwähnung in den Jubiläen
Das Buch der Jubiläen fügt in der Genealogie zwischen Arpachschad und Schelach noch einen Kainam ein. Dieser wird als Sohn des Arpachschad und seiner Frau Nasueja, der Tochter Susans angegeben (8,1). Als Eltern des Schelach sind somit Kainam und seine Frau Melka, Tochter des in Gen 10,2  erwähnten Madai genannt (8,5). Schelachs Frau heißt Muak, Tochter des Kesed (8,6).
Die zusätzliche Generation mit Kainam übernehmend, geht auch der Stammbaum Jesu in Lk 3,36  auf diese Überlieferung zurück. Der Name wird mit Kenan wiedergegeben.